# Le Petit Vingtième
Le Petit Vingtième a fost un supliment săptămânal pentru copii al cotidianului belgian Le Vingtième Siècle, cunoscut pentru faptul că aici au fost publicate pentru prima dată Aventurile lui Tintin pe 10 ianuarie 1929. Ultima apariție în acest ziar a fost pe data de 9 mai 1940, deoarece a doua zi, 10 mai 1940, a început Invadarea Belgiei de către trupele germane.